# پالایش تکراری
پالایش تکرارشونده (به انگلیسی: Iterative refinement) یک روش تکرارشونده است که توسط جیمز اچ. ویلکینسون برای بهبود دقت حل‌های عددی دستگاه معادلات خطی پیشنهاد شده‌است.
هنگام حل یک سیستم خطی {\displaystyle A\mathbf {x} =\mathbf {b} \,,} با توجه به تجمع مرکب خطاهای گردکردن، راه حل محاسبه شده {\displaystyle {\hat {\mathbf {x} }}} ممکن است گاهی از راه حل دقیق منحرف شود {\displaystyle \mathbf {x} _{\star }\,.} .
با آغاز {\displaystyle \mathbf {x} _{1}={\hat {\mathbf {x} }}\,,} پالایش تکرارشونده یک دنباله را محاسبه می‌کند {\displaystyle \{\mathbf {x} _{1},\,\mathbf {x} _{2},\,\mathbf {x} _{3},\dots \}} که تا {\displaystyle \mathbf {x} _{\star }\,,} همگرا می‌شود، هنگامی که فرضیه‌های خاصی برآورده شود.